# Tay Keith
Tay Keith (20 december 1996, Memphis), geboren als Brytavious Lakeith Chambers, is een gerenommeerde Amerikaanse muziekproducent, bekend om zijn invloedrijke bijdragen aan de hedendaagse hiphopscene. Tay Keith begon al op jonge leeftijd zijn passie voor muziek te ontwikkelen.

## Vroege leven en carrière
De muzikale reis van Tay Keith begon tijdens zijn tienerjaren. Zijn talent en vastberadenheid leidden hem naar de wereld van muziekproductie, waar hij al snel opviel door zijn unieke stijl en innovatieve benadering. Zijn doorbraak kwam met de productie van het nummer "Look Alive" van rapper BlocBoy JB, dat in 2018 een enorme hit werd. "Look Alive" werd al snel een nationale sensatie en vestigde Tay Keith als een opkomende kracht in de muziekindustrie. De samenwerking met de bekende rapper Drake, die ook een gastbijdrage leverde aan het nummer, versterkte de positie van Tay Keith en opende de deuren naar verdere samenwerkingen met vooraanstaande artiesten.

## Productiestijl en invloed
Wat Tay Keith onderscheidt, is zijn herkenbare productiestijl die wordt gekenmerkt door zware baslijnen, creatief gebruik van percussie en een onmiskenbare energie. Zijn vermogen om dynamische beats te creëren, afgestemd op de unieke stijl van verschillende artiesten, heeft hem geliefd gemaakt bij zowel fans als collega's in de muziekwereld.

## Samenwerkingen en hits
Na zijn doorbraak met "Look Alive" bleef Tay Keith samenwerken met enkele van de grootste namen in de hiphop. Hij heeft productiecredits voor hits als "Sicko Mode" van Travis Scott, "Nonstop" van Drake en "Stoopid" van 6ix9ine. Deze samenwerkingen hebben zijn reputatie als een van de meest gevraagde producenten versterkt.

## Erkenningen en prijzen
De bijdragen aan de muziek van Tay Keith zijn niet onopgemerkt gebleven, wat blijkt uit de talloze erkenningen en prijzen die hij heeft ontvangen. Zijn werk heeft meerdere Grammy-nominaties opgeleverd, waarbij de industrie zijn talent en impact erkent.

## Invloed op de hiphopscene
Met zijn unieke geluid en vermogen om grenzen te verleggen, heeft Tay Keith een blijvende invloed op de hiphopscene uitgeoefend. Zijn bijdragen aan het genre hebben de productiestandaarden verhoogd en nieuwe mogelijkheden geopend voor creatieve expressie binnen de muziek.